# Knoedelduif
De knoedelduif (Lopholaimus antarcticus) is een vogel uit de familie Columbidae (duiven). Deze soort is endemisch in Australië.

## Kenmerken
De vogel is 40 tot 45 cm lang en weegt 475 tot 600 gram. Het is een grote, grijsblauwe duif. Opvallend is de "knoedel", een bundel veren die als een kuif over de kruin en achter over de nek hangen. Aan de voorkant, op de kruin is de kuif grijs, de achterover hangend veren zijn roodbruin met zwarte randjes. De staart is zwart-wit gebandeerd. De snavel is roze en rond het oog is de naakte huid ook roze. Het vrouwtje verschilt weinig van het mannetje, haar kuif is wat kleiner en lichter gekleurd van voren.

## Verspreiding en leefgebied
Deze duif komt voor in het oosten van Australië van Kaap York (Queensland) tot helemaal in het zuiden van New South Wales. De vogel broedt alleen in regenwoud, eventueel in aangrenzende drogere type bos. Buiten de broedtijd komt de vogel ook in droger bos en agrarisch landschap voor. De vogel overnacht in toppen van hoge bomen op moeilijk bereikbare plaatsen.

## Status
De knoedelduif heeft een groot verspreidingsgebied en daardoor is de kans op de status  kwetsbaar (voor uitsterven) gering. De grootte van de populatie is niet gekwantificeerd, maar de aantallen lopen terug. Echter, het tempo van achteruitgang ligt onder de 30% in tien jaar (minder dan 3,5% per jaar). Om deze redenen staat deze duif als niet bedreigd op de Rode Lijst van de IUCN. .